# Bodine
Bodine war eine niederländische Heavy-Metal-Band aus Den Haag, die von 1978 bis 1984 aktiv war. Sie bestand neben Arjen Lucassen (Gitarre) aus Jay van Feggelen (Gesang, wurde später von Axel Jozef Langemeijer abgelöst), Rheno Xeros (Gitarre), Armand van der Hoff (Bass) und Gerard Haitsma (Schlagzeug). Bodine war die erste professionelle Band, in der Lucassen vollberuflich als Gitarrist tätig war.

## Bandgeschichte
Um 1974 verließ Schlagzeuger Gerard Haitsma die Hard-Rock-Band Lava. Für zwei Jahre trainierte er sein Schlagzeugspiel in einer Ballettschule. Danach lernte er Gitarrist Rene Rijsdijk (Rheno Xeros) kennen. Die beiden jammten zusammen und fanden mit Armand van der Hoff einen festen Bassisten. Nach einiger Zeit im Proberaum begann man Ausschau nach einem Sänger zu halten und sie lernten Jan van Feggelen kennen, der jedoch aus Amsterdam stammte. Van Feggelen hatte bereits Erfahrungen in verschiedenen Rock- und Blues-Bands sammeln können. Die ersten Lieder entstanden. Ab 1978 begann man zunächst unter dem Namen Dorreen, dann als Bodine live zu spielen. Die Gruppe bestand dabei in ihrer Urbesetzung aus dem Sänger Jan Van Feggelen, dem Gitarristen Rheno Xeros, dem Bassisten Armand van der Hoff und dem Schlagzeuger Gerard Haitsma. Nach einem kurzen Zwischenspiel mit Richard Cornelisse als zweitem Gitarristen, gab man Alfred Lagarde, einem befreundeten Radiomoderator, ein Tape mit Aufnahmen. Nachdem dieser sich das angehört hatte, besorgte er der Band einen Plattenvertrag mit Rhinoceros Records (im Vertrieb von WEA International).
Mit dem Plattenvertrag begann die Promotionsphase. Bodines Musik wurde von mehreren Radiostationen gespielt. Gerard Du Prie unterstützte die Kampagne. Den Radiostationen wurde das selbstbetitelte Debütalbum in Form eines Betonblocks überreicht, um darzustellen, wie „schwer“ die Musik sei. Das Album erschien schließlich 1981 und wurde von der niederländischen Presse wohlwollend aufgenommen. Es verkaufte sich etwa 12.000 mal.
Es folgte 1982 Bold as Brass mit neuem Sänger Axel Jozef Langemeijer und zweitem Gitarristen Arjen Lucassen, genannt „Iron Anthony“. Das Album verkaufte sich europaweit etwa 20.000 mal. 1983 erschien Three Times Running ohne Armand van der Hoff. Als neuer Bassist war Jeroen „Jeronimo“ Bos angegeben, der jedoch auf diesem Album noch nicht zu hören war. Vielmehr wurde der Bass von den beiden Gitarristen eingespielt. Auch dieses Album verkaufte sich recht gut, etwa 22.000 mal weltweit.
Nach dem Earthquake Festival 1984 zerbrach die Band im August. Arjen Lucassen verließ die Band, um sich Vengeance anzuschließen. Als Nachfolger waren Henry van Manen (ex-Picture) und Herman Frank (ex-Accept). Letztlich löste sich die Band aber auf.
Um 1992 unternahm man einen neuen Versuch. Erik van der Ven, Gerard Haitsma, Jeroen Bos und Oscar Holleman arbeiteten an neuem Material. Zunächst sollte Robert Soeterboek (ex-Vulture) den Gesang übernehmen, doch dann kam Jan van Feggelen zurück. Ein Demo mit 5 Stücken wurde aufgenommen, jedoch nie veröffentlicht. Insgesamt sollen in dieser Zeit 13 Stücke produziert worden sein.
Axel Langemeijer, der nach Bodine eine Karriere als Grafikdesigner hatte, verstarb am 19. März 2003.

## Musikstil
Das 1981er Debütalbum Bodine enthielt vor allem Bluesrock im Stile von Bad Company, Status Quo und Whitesnake. Ab dem zweiten Album änderte sich der Stil zum damals populären Heavy Metal, der stark von der New Wave of British Heavy Metal geprägt war. Auch Tony Jasper und Derek Oliver schrieben in The International Encyclopedia of Hard Rock and Heavy Metal, dass die Band oft mit Whitesnake verglichen wird, jedoch habe Bodine mehr Power. Sie beschrieben die Musik als bluesigen Metal. Auch Martin Popoff bezeichnete das Debütalbum der Band in seinem Buch The Collector’s Guide of Heavy Metal Volume 2: The Eighties als Blues Metal, wobei sich die Band jedoch in ihrem späteren Verlauf stärker dem Metal zugewandt habe. Die Band klinge auf dem Album wie das Beste von Whitesnake, so gut wie Bad Company nie gewesen sei und so wie ZZ Top gewesen sein könnte. Die Gitarrenarbeit verglich er mit der von Accept. Das Album sei jedoch zehn Jahre zu früh erschienen, bevor Retro-Bands The Four Horsemen und The Black Crowes bekannt geworden seien. Bold as Brass falle deutlich metallastiger aus, wobei die Band jedoch noch immer einen Bluesanteil bewahre. Popoff zog erneut einen Vergleich zu Accept. Ihren Weg, sich stärker dem Metal zuzuwenden, setze die Band auf Three Times Running weiterhin fort. Die Gruppe sei zudem weiterhin mit Accept vergleichbar. In den acht Liedern, die das Album biete, variiere das Schlagzeug jedoch kaum. In seiner Rezension zur Wiederveröffentlichung von Three Times Running schrieb Andreas Schöwe vom Metal Hammer, dass die E-Gitarren an den Klang von Bands der New Wave of British Heavy Metal erinnern.

## Diskografie

### Alben
- 1981: Bodine (Rhinoceros Records)
- 1982: Bold as Brass (Rhinoceros Records)
- 1983: Three Times Running (Rhinoceros Records)

### Singles
- 1981: On the Lookout / Back Street Crawler
- 1981: Rock Rosetta / Oh Wee Baby
- 1982: Regular Rocker / Pumpin' Iron
- 1983: Shout / Free Kick